# Халід Ель-Амін
Халід Ель-Амін (англ. Khalid El-Amin, нар. 25 квітня 1979) — колишній американський професійний баскетболіст. У 2000 році  був обраний у 2-му раунді Чикаго Буллз на драфті НБА і зіграв за них 50 ігор, набираючи в середньому 6,3 очка і 2,9 передачі за гру. Упродовж кар'єри виступав у кількох країнах, переважно у Європі.

## Кар'єра у коледжі
Після того, як Халід Ель-Амін привів Minneapolis North HS до трьох поспіль титулів штату, був названий новачком року Великої Східної конференції. 
Будучи другокурсником, Ель-Амін був стартовим у своїй команді, яка виграла фінал NCAA 1999 року над Дьюком. 
У 2000 році Ель-Амін був включений до першої команди All-Big East. 5 січня 2000 року Ель-Амін набрав рекордні для коледжу 34 очки в програній грі від Університету Нотр-Дам із рахунком 75–70, що завершило переможну серію UConn Huskies із 10 ігор.

## Кар'єра у НБА
Ель-Амін був обраний «Чикаго Буллз» в 2-му раунді під 5-м номером (34-е місце в загальному заліку) драфту НБА 2000 року. У тому ж році він грав у Schick Rookie Challenge на All-Star Weekend у Вашингтоні та набрав там 18 очок. Ель-Амін провів лише один сезон у НБА, зігравши 50 ігор (14 стартів) і набираючи в середньому за гру 6.3 очка, 2.9 передачі, 1.6 підбирання, 1 перехоплення та 1.1 передачу. Його останню гру в НБА було зіграно 6 лютого 2001 року, коли його команда програла «Голден Стейт Уорріорз» з рахунком 78–84, а Халід Ель-Амін зіграв 13 хвилин і зробив 2 передачі.

## Початок кар'єри в Європі
Ель-Амін підписав контракт зі «Страсбургом» (Франція) у січні 2002 року. Потім у листопаді 2002 року він приєднався до «Маккабі Рамат» (Ізраїль). А у серпні 2003 Халід Ель-Амін вже був гравцем «Бешикташ Стамбул» у турецькій лізі. Домінуючи в лізі протягом двох сезонів, Ель-Амін був другим за результативністю (20.9) та третім за передачами (5.2) у своєму першому сезоні. У 2005 році Ель-Амін лідирував у лізі за передачами та набирав у середньому 20.4 очка за гру. Він був названий найціннішим гравцем Матчу всіх зірок Турецької ліги у 2005 році та був членом збірної світу на Матчі всіх зірок ФІБА Європа 2005 року.

## Виступи в Суперлізі України
У червні 2005 року Ель-Амін розпочав свій перший сезон у маріупольському «Азовмаші» української баскетбольної Суперліги. «Азовмаш» виграв чемпіонат України 2006 року, а Ель-Амін був названий найціннішим гравцем як регулярного сезону, так і плей-оф.
У червні 2007 року він підписав контракт з «Тюрк Телеком» із турецької баскетбольної суперліги на сезон 2007–08. Але вже в червні 2008 року повернувся знову в «Азовмаш» та підписав дворічний контракт. В Україні Халід Ель-Амін став справжньою зіркою чемпіонату та здобув багато трофеїв.
У серпні 2009 року Ель-Амін підписав контракт із «Будівельник Київ», де провів один сезон.

## Закінчення кар'єри
У жовтні 2010 року підписав однорічний контракт із «Лєтовус Рітас» литовської ліги.
У березні 2011 року він отримав важку травму у вигляді розриву квадрицепса наприкінці сезону. Догравав в чемпіонаті Німеччини та Косово.
Після закінчення кар'єри гравця, Ель-Амін став помічником тренера чоловічої баскетбольної команди у середній школі Норт-Міннеаполісу.

## Нагороди і досягнення
Командні нагороди
- Чемпіон:
  - Україна (2006, 2007)
  - Хорватія (2012)
- Володар Кубка:
  - Туреччина (2008)
  - Україна (2006, 2009)
- Срібні медалі:
  - Туреччина (2005, 2008)
  - Україна (2010)
  - Литва (2011)
- Бронзові медалі
  - Балтійській ліга (2011)
  - Підвищення до Першої ліги Туреччини з TBL2 (2013)

Індивідуальні нагороди
- MVP:
  - Україна (2006, 2009)
  - Туреччина (2008)
  - Зірковий матч Турецької ліги (2005)
  - Команда найкращих баскетболістів Німецької BBL Ліги (2015)
  - Потрапив до складу найкращих гравців Єврокубка (2009)
  - Учасник гри всіх зірок ліги:
    - Суперліги України (2010)
    - Литовської ліги (2011)
    - Турецької ліги (2005, 2008)
    - French LNB Pro A (2013)

  - Матч усіх зірок Кубка Європи ФІБА (2005—2007)
  - Змагання новачків НБА (2001)